# بوسولنو
بوسولنو (به ایتالیایی: Bussoleno) یک کومونه در ایتالیا است که در استان تورین واقع شده‌است.

## خصوصیات
بوسولنو ۳۷٫۴ کیلومترمربع مساحت و ۶٬۳۱۳ نفر جمعیت دارد و ۴۴۰ متر بالاتر از سطح دریا واقع شده‌است.